# Motif de tir

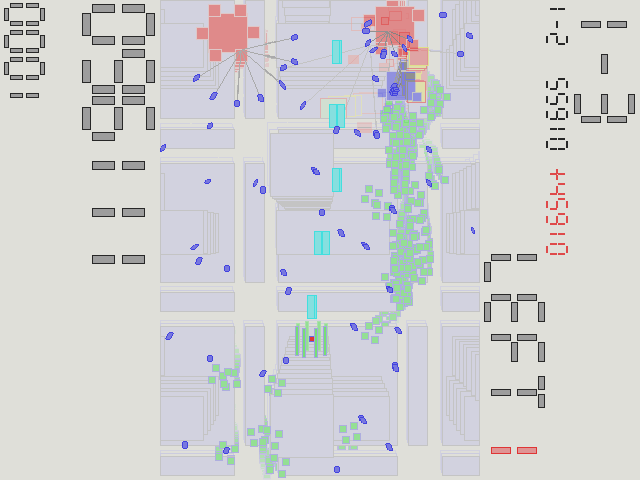
En bleus, les projectiles tirés par les ennemis (en rouge) dans le shoot 'em up Noiz2sa

Le terme « motif de tir » (en anglais bullet pattern), spécifique aux shoot 'em up, désigne les formes que prend l'ensemble des projectiles envoyés par les ennemis. Le motif de tir définit donc les déplacements que le joueur devra faire pour les esquiver. Les boss de jeux récents produisent souvent un enchaînement complexe de motifs de tirs. Pour que le joueur puisse bien différencier ceux-ci, chacun utilise souvent des couleurs vives et spécifiques.